# Musta'min
Musta'mīn ou Musta'man (arabe : مستأمن) était une classification historique dans le monde islamique pour décrire un étranger non-musulman qui résidait pour une durée limitée sur un territoire musulman. Les personnes désignées pour cette classification étaient des harbis — en référence au dar al-harb, antonyme du dar al-Islam — qui possèdaient un sauf-conduit (aman) leur fournissant une protection et le statut de dhimmi sans toutefois avoir à payer la Djizîa. Ce système de Musta'man était principalement utilisé par les marchands, les messagers et les étudiants allant dans les terres musulmanes au cours du Moyen Âge et de l'époque moderne. Les émissaires et les ambassadeurs sont automatiquement dotés d'un aman. L'attribution de ce laissez-passer pouvait être effectué sous différentes formes par un imam. En effet ce dernier pouvait donner un aman à une personne ou bien à l'ensemble de la population d'un État donné. Tout musulman pouvait faire la demande d'aman pour un maximum de dix personnes.

## Différents types
Le sauf-conduit de court terme peut être personnel ou général:
- Aman personnel (khass) peut être donné par tout musulman adulte à une ou plusieurs personnes étrangères[4].
- Aman général ('amm) peut être donné seulement par le calife ou un de ses représentants à un nombre indéfini de « harbis ».

La durée de validité est de un an pour les musta'min avec ses enfants et sa femme ou les femmes avec qui il est relié. Plusieurs juristes hanbalites permettaient l'extension de la durée à une année lunaire.

## Droits
Une fois l'aman — ou amân — délivré, les musta'mins pouvaient voyager en terre d'Islam — sauf à la Mecque et à Médine —et s'adonner à des activités commerciales. En sus de cela, ils étaient autorisés à faire venir leurs familles. Les musta'mins pouvaient épouser une dhimmi et la ramener dans son pays d'origine. Toutefois les femmes dhimmis ne possédaient pas ce même droit. Le musta'min était soumis au droit civil et criminel et il ne doit pas agir — par ses actes ou par la parole — envers l'Islam,. Si le musta'min était arrêté alors qu'il ne respectait pas ces lois, il encourait l'exil ou la peine de mort. La personne qui lui a donné l'aman pouvait aussi être condamnée.

## Pratique et exemple

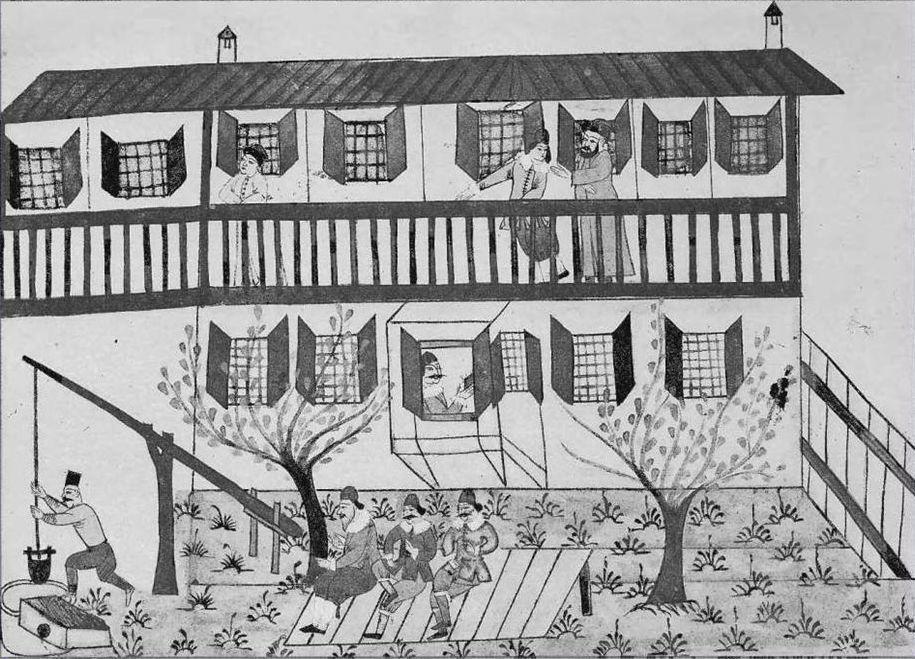
Maison du baylo de Constantinople.

Un exemple de l'utilisation de l'amân est l'attribution de ce laissez-passer aux commerçants vénitiens sur les terres de l'Empire ottoman. Comme le soulève l'historien français à l'Université Bordeaux-Montaigne Géraud Poumarède, le statut de musta'min pouvait s'allonger sur de nombreuses années comme en témoigne la présence dans le quartier de Péra du futur doge Andrea Gritti pendant plus de deux décennies ou encore les lettres qu'Andrea Berengo, établit à Alep, adresse à son père en 1555 et 1556 où il affirme vouloir rester quatre ans dans le Levant avant de rentrer dans la lagune,. Le statut de musta'min avait une place importante dans les relations entre Venise et la Sublime Porte — le commerce en Orient avait une importance cruciale pour les habitants de la Sérénissime. En 1513, les autorités ottomanes exemptèrent les vénitiens de Kharâj à condition qu'ils n'habitent plus sur le territoire ottoman. Ainsi, les allers et retours des commerçants faisaient disparaître de fait la limitation d'un an de l'aman.

## Sources
- (en) Majid Khadduri, War and Peace in the Law of Islam, Baltimore, Johns Hopkins Press, 1955 (ISBN 1-58477-695-1), « Foreigners in Muslim Territory: Ḥarbīs and Mustaʼmīns »;
- (en) Nadia Yakoob et Aimen Mir, Islamic Law and the Challenges of Modernity, Walnut Creek, CA, AltaMira Press, 2004 (ISBN 0-7591-0671-1), « A Contextual Approach to Improving Asylum Law and Practices in the Middle East »
- (en) B. Hallaq Wael, Sharī'a: Theory, Practice and Transformations, Cambridge University Press, 2009 (ISBN 978-0-521-86147-2)
- (en) Gianluca P. Parolin, Citizenship in the Arab world : kin, religion and nation-state, Amsterdam, Amsterdam University Press, 2009 (ISBN 9089640452, lire en ligne )
- Géraud Poumarède, L’Empire de Venise et les Turcs, XVIe – XVIIe siècles, Paris, Classiques Garnier, coll. « Histoire des Temps modernes » (no 7), 10 novembre 2020, 740 p. (ISBN 978-2-406-10327-1, ISSN 2276-2582, DOI 10.15122/isbn.978-2-406-10329-5, présentation en ligne)- Prix Bordin (orientalisme) 2021 de l’Académie des inscriptions et belles-lettres
- Prix Madeleine-Laurain-Portemer 2021 de l'Académie des sciences morales et politiques.